# Джантар-Мантар
Джанта́р-Манта́р (хинди जयपुर का जन्तर मन्तर, англ. Jantar Mantar) — обсерватория, построенная в 1727—1734 гг. раджпутским махараджей Савай Джай Сингхом в основанном им незадолго до этого городе Джайпуре. Это самая большая и сохранная из пяти обсерваторий, построенных им в Индии. Инструменты для измерений отличались колоссальными габаритами. Так, солнечные часы Джантар-Мантара считаются самыми большими в мире (27 метров в поперечнике).
В 1948 году обсерватория Джантар-Мантар объявлена национальным памятником, а в 2010 году — памятником Всемирного наследия ЮНЕСКО (как «воплощение астрономических навыков и космологических представлений двора учёного монарха на исходе могольского периода»).